# Castanopsis pierrei
Castanopsis pierrei är en bokväxtart som beskrevs av Henry Fletcher Hance. Castanopsis pierrei ingår i släktet Castanopsis och familjen bokväxter. Inga underarter finns listade.